# Xacal (pel·lícula)
Xacal (en anglès The Day of the Jackal) és una pel·lícula dirigida per Fred Zinnemann, basada en la novel·la de Frederick Forsyth, estrenada el 1973 i doblada al català.

## Argument[2]
Enfrontats amb el President Francès Charles de Gaulle per donar la independència a Algèria, l'OAS, una organització clandestina francesa, decideix l'assassinat de De Gaulle, creient que poden restaurar la glòria de França matant-lo. El líder de l'OAS, Jean Bastien-Thiry falla l'intent, i amb uns quants altres membres de la trama, són agafats i executats. Els líders que queden, desmoralitzats i fugits del país per evitar ser capturats, s'adonen que no poden acabar la feina que han començat i contracten un assassí professional.
Després d'examinar els dossiers d'uns quants candidats, es fixen en un home, que els ve a visitar. Assenyala que no tenen cap elecció sobre la contractació d'un assassí professional: la seva organització no solament està plena d'informants de la policia, sinó que hagin fracassin ha fet més difícil la feina perquè la seguretat de De Gaulle s'ha reforçat. Accepta la feina amb la condició que li paguin la meitat per endavant, i que compleixin unes quantes condicions. No hi haurà més contacte entre els quatre homes, que un número de telèfon a París. Només serà conegut pel seu nom en clau: el Xacal .
La pel·lícula segueix els preparatius que el Xacal (Edward Fox) fa, incloent-hi com, quan i on actuarà (que no es revela), la creació d'identitats falses i recursos que té com un rifle modificat per assemblar-se a alguna cosa altra, i a les fotografies de si mateix com a home vell. Malgrat ser el personatge del títol, el "Xacal" parla menys dels personatges; entenem les seves motivacions i la brillantor de les seves accions. La violència s'atenua; els assassinats addicionals que el Xacal realitza per cobrir les seves accions són breus i gairebé invisibles.
Mentrestant, els dispositius de seguretat descobreixen que s'estan cometent una sèrie de robatoris de bans per l'OAS, suposadament per finançar alguna cosa, Seguretat deté el seu administratiu principal, Viktor Wolenski (Jean Martin). En lloc de demanar l'extradició des d'Àustria, Seguretat el segresta i el passa de contraban a França.
Torturant Wolenski fins a la mort, Seguretat treu prou informació per cocloure que hi ha possiblement un complot per posar fi a la vida del President de Gaulle, per un assassí estranger el nom en clau del qual pot ser Xacal, i si és el cas, representa una emergència nacional. El Ministre d'Interior (Alan Badel) convoca el gabinet i la Policia admet no hi ha cap manera de trobar aquest Xacal per mitjans normals. No el poden retenir a la frontera; no saben el seu nom. El "Servei d'Acció" (els assassins professionals del govern) no el pot matar si és en un altre país; a més, no saben qui matar. No el poden arrestar si és al país; no saben qui és. No el poden buscar, no saben a què s'assembla. Sense un nom o cara, no poden fer res. Ben aviat, necessiten que el millor detectiu descobreixi qui és el Xacal abans que submergeixi França en una crisi.

## Anàlisi
Xacal havia estat, universalment, el gran èxit editorial dels dos anys últims. Amb els rendiments econòmics d'aquesta obra, meitat reportatge, meitat novel·la, a estones fantasia sobre una base històrica, el seu autor, Frederick Forsyth ha forçat en un temps rècord totes les barreres de la fortuna i de la fama. El nus argumental plantejava un tema viable i versemblant: una conjura per assassinar el general De Gaulle, aleshores president de la República Francesa, pla que cal admetre com a molt versemblant. Potser les coses no van caminar així, però la intenció de les forces conjurades per eliminar el general no distaven molt d'encoratjar aquest intent.
La versió filmada comptava al seu favor amb l'àmplia audiència del seu fulminant triomf editorial. Tanmateix, i justament per aquest motiu, la pel·lícula havia de respondre, quant a qualitat, al que es podia esperar d'ella. I això és el que es va fer. Fred Zinnemann, un realitzador en plena maduresa, ple de bon sentit i d'experiència, es va encarregar de dirigir aquest difícil repte. Meravella la lucidesa amb què Zinnemann va subordinaf el relat a les exigències d'un ritme sense desmais, clar, harmoniós, lògic. El gran realitzador de Sol davant el perill i D'aquí a l'eternitat, va reconstituir els ambients de l'època amb rigor, amb escenes multitudinàries, d'una «grandeur» molt degaullana.
Edward Fox, un actor fins aleshores poc conegut, va assolir l'estrellat amb aquest film.

## Repartiment
- Edward Fox el xacal
- Terence Alexander Lloyd
- Michael Lonsdale  Claude Lebel
- Delphine Seyrig Colette de Montpelier
- Michel Auclair Coronel Rolland
- Jean Martin Victor
- Jean Sorel Bastien-Thiry
- Alan Badel el Primer ministre
- Tony Britton Inspector Thomas
- Denis Carey Casson
- Adrien Cayla-Legrand el President Charles de Gaulle
- Cyril Cusack el de l'armadura
- Maurice Denham General Colbert
- Vernon Dobtcheff l'interrogador
- Jacques François Pascal
- Olga Georges-Picot Denise
- Raymond Gérôme Flavigny
- Barrie Ingham St. Clair
- Derek Jacobi Caron
- Philippe Léotard agent
- Howard Vernon ministre
- Gilberte Géniat conserge
- Nicole Desailly: Yvonne de Gaulle
- Jacques Alric
- Colette Bergé
- Edmond Bernard
- Gérard Buhr
- Mike Marshall
- Maurice Teynac
- Van Doude
- Bernard Musson

## Comentari
L'operació no va tenir mai lloc però utilitza diversos elements reals. 

Aquest malnom de xacal  va ser atribuït a Ilich Ramírez Sánchez després que un exemplar de la novel·la va ser trobat a la seva habitació d'hotel en un raid de la policia.

## Nominacions
1974
- Oscar al millor muntatge per Ralph Kemplen
- Globus d'Or al millor director per Fred Zinnemann
- Globus d'Or a la millor pel·lícula dramàtica
- Globus d'Or al millor guió per Kenneth Ross